# Brother Bill (film, 1919)
Pour les articles homonymes, voir Brother Bill.
Brother Bill est un film muet américain réalisé par Leon De La Mothe et sorti en 1919.

## Fiche technique
- Réalisation : Leon De La Mothe
- Scénario : Frederick Chapin
- Chef opérateur : Gerald MacKenzie
- Durée : 18 minutes
- Date de sortie : États-Unis : septembre 1919

## Distribution
- Franklyn Farnum : William Dexter
- Buck Jones : Roy Dexter
- Louella Maxam : Ruth Salisbury
- Vester Pegg : Nate Salisbury
- Bud Osborne : Bud McGee